# Камзас
Камза́с (рос. Камзас) — селище у складі Таштагольського району Кемеровської області, Росія. Входить до складу Кизил-Шорського сільського поселення.

## Населення
Населення — 2 особи (2010; 6 у 2002).
Національний склад (станом на 2002 рік):
- шорці — 50 %
- росіяни — 33 %